# Karmann
Karmann empresa alemã, remete ao ano de 1874, em Osnabrück na Alemanha.
A Karmann é especializada na produção de carrocerias, ou carrocerias completas para automóveis, como no caso do Karmann Ghia ou do Karmann Ghia TC, ou carrocerias de veículos especializados, como carrocerias frigoríficas adaptadas a veículos utilitários.

## Produção total
Desde 1902 Karmann produziu mais de três milhões de carros:
| Audi 80 Conversível                                   | 1997 - 2000 | 12.112 carros               |
| Audi A4 Conversível                                   | 2002 - hoje | 81.959 carros (Fim de 2004) |
| BMW 2000 C/CS                                         | 1965 - 1970 | 13.696                      |
| BMW 3,0 CS                                            | 1971 - 1975 | 21.147 carros               |
| BMW 635 CSI                                           | 1976 - 1989 | 86.314 carros               |
| Chrysler Crossfire Coupé                              | 2003 - hoje | 37.896 carros               |
| Chrysler Crossfire Conversível                        | 2003 - hoje | 16.269 carros               |
| Ford Escort RS Cosworth                               | 1992 - 1996 | 8.082 carros                |
| Ford Escort FEC Conversível                           | 1983 - 1990 | 104.237 carros              |
| Ford Escort Conversível                               | 1990 - 1997 | 80.620 carros               |
| Ford Merkur XR4Ti, (Version UUAA) de Ford Sierra XR4i |             |                             |
| Karmann Ghia Conversível                              | 1957 - 1974 | 362.601 carros              |
| Karmann Ghia Coupê                                    | 1955 - 1974 | 80.881 carros               |
| Karmann Ghia Tipo34                                   | 1961 - 1969 | 42.505 carros               |
| Kia Sportage SUV                                      | 1995 - 1998 | 25.984 carros               |
| Land Rover Defender                                   | 2002 - hoje | 2.777 carros                |
| Mercedes CLK A208 Conversível                         | 1998 - 2003 | 115.264 carros              |
| Mercedes CLK C208 Coupê                               | 2000 - 2002 | 28.706 carros               |
| Mercedes CLK A209 Conversível                         | 2003 - hoje |                             |
| Porsche 914                                           | 1969 - 1976 | 118.949 carros              |
| Porsche 968                                           | 1991 - 1994 | 11.803 carros               |
| Renault 19 Conversível                                | 1990 - 1996 | 29.222                      |
| Renault Mégane I Conversível                          | 1996 - 2003 | 74.096                      |
| Renault Mégane CC Conversível                         | desde 2004  |                             |
| Triumph TR6                                           | 1969 - 1976 |                             |
| VW Corrado                                            | 1988 - 1995 | 97.521 carros               |
| VW Golf I Conversível                                 | 1979 - 1993 | 388.522 carros              |
| VW Golf III Conversível                               | 1993 - 1997 | 129.475 carros              |
| VW Golf IV Conversível(Base Golf III)                 | 1997 - 2001 | 82.588 carros               |
| VW Golf III Variant                                   | 1997 - 1999 | 80.928 carros               |
| Volkswagen Fusca Conversível                          | 1949 - 1980 | 331.847 carros              |
| VW Scirocco I                                         | 1974 - 1980 | 504.153 carros              |
| VW Scirocco II                                        | 1980 - 1992 | 291.497 carros              |
| Seat Ibiza I                                          | 1984 - 1993 | 1.342.001 carros            |